# Aeropuerto de Semey
El Aeropuerto de Semey (antiguamente conocido como Semipalatinsk) (código IATA: PLX - código ICAO: UASS), está situado a 8 km al sur de la ciudad de Semipalatinsk, Kazajistán. Da servicio a grandes aerolíneas. Una extensión de 400 metros existe a cada extremo de la pista 08/26.
El Tupolev Tu-128 y el MiG-31 tuvieron su base aquí en varias ocasiones.

## Aerolíneas y destinos
- Bek Air:
  - Astaná.
- S7 Airlines:
  - Moscú-Domodedovo (de temporada).
- SCAT:
  - Almaty, Astaná, Oskemen, Urdzhar.
- Semeyavia:
  - Almaty.